# Artas (гурт)
Artas є австрійським метал гуртом із Відня.

## Історія
Гурт Artas був заснований в 2006 році під назвою Staub und Schatten (Пил і Тінь). У 2007 році гурт взяв участь у конкурсі Metalcamp, у фіналі якого під час фестивалю Metalcamp був названий переможцем. Ця перемога принесла членам гурту контракт з австрійським метал-лейблом Napalm Records. Незабаром після цього відбулося перейменування в Artas (швидше всього в честь відомого героя Артаса із всесвіту Warcraft), і група відправилася в студію, щоб за допомогою продюсера Якоба Гансена (також Heaven Shall Burn) записувати свій дебютний альбом. Робота тривала три місяці і 26 вересня 2008 року він виходить у світ під назвою The Healing, містить пісні німецькою, англійською та іспанською мовами, також містить кавер-версію на пісню Coolios — Gangsta's Paradise. У 2009 році вони грали на розігріві у Hatesphere під час їхнього туру, а 2010 для німецького металкор-гурту Callejon (альбом тур Videodrom). 28 січня 2011 року був опублікований новий альбом Riotology. Пісні в ньому, як і в попередньому альбомі були на німецькій, англійській, іспанській та французькій.

## Стиль
Artas грає суміш треш-металу, дез-металу та металкору. Також прослухуються певні елементи ню-металу. 
В текстах пісень прослідковується революційна та антинацистська тематика. 
Раніше часто використовували чорні повязки на обличчях.

## Дискографія
- 2008: The Healing (Альбом Napalm Records)
- 2011: Riotology (Альбом Napalm Records)

## Einzelnachweise
1. ↑  Список переможців Metalcamp. Архів оригіналу за 29 квітня 2014. Процитовано 27 липня 2017. [Архівовано 2014-04-29 у Wayback Machine.]
2. ↑  Біографія на Dark-World.ru. Архів оригіналу за 28 липня 2017. Процитовано 27 липня 2017.
3. ↑  ARTAS — всі подробиці про новий альбом 'Riotology'. Архів оригіналу за 2 грудня 2013. Процитовано 27 липня 2017.